# Hadce u Hrnčíř
Přírodní památka Hadce u Hrnčíř je chráněné území nalézající se nedaleko obce Kamberk zřízená k ochraně kuřičky hadcové (Minuartia smejkalii) a sleziníku hadcového (Asplenium cuneifolium). Přírodní památku vyhlásil Krajský úřad Středočeského kraje 24. září 2012 s datem účinnosti 6. listopadu 2012. Na lokalitě se vyskytují i zajímavé druhy hub, např. šupinovka kozincová (Pholiota astragalina).